# Let's Get Wet
《Let's Get Wet》是林峯的第三張個人大碟，於2009年6月16日公開發售。隨碟附送3首Music Video和64頁全紀錄寫真集（尺寸：18cm x 25cm，約A4尺寸）。

## 曲目列表
《Let's Get Wet》共收錄了7首歌曲和3首歌曲的音樂錄影帶：「Let's Get Wet」、「換個方式愛你」與「如果時間來到」。
| 次序 | 歌曲名稱      | 作曲                                                   | 填詞   | 編曲       | 監製                        | 時間  | 備註                                   |
| 1    | Let's Get Wet | 鄧智偉、莊冬昕                                         | 黃偉文 | 莊冬昕     | 鄧智偉、莊冬昕              | 04:17 | 第三首派台歌 《峯·情無限演唱會》主題曲 |
| 2    | 換個方式愛你  | 鄧智偉                                                 | 張美賢 | Johnny Yim | 鄧智偉                      | 03:56 |                                        |
| 3    | 得寵          | Davide Esposito、Francesco de Benedittis、Paul Manners | 夏 至  | Jia Ma     | 周初晨@U'S Music、Ronnie Ng | 04:12 |                                        |
| 4    | 如果時間來到  | 鄧智偉                                                 | 張美賢 | Johnny Yim | 鄧智偉                      | 03:46 | 第二首派台歌                           |
| 5    | 值得流淚      | 鄧智偉                                                 | 張美賢 | Johnny Yim | 鄧智偉                      | 04:13 | 第一首派台歌 TVB劇集《包青天》主題曲   |
| 6    | 愛鬥大        | Ahn Young-Min、Edward Shin、Kim Do-Hoon                | 陳少琪 | Jia Ma     | 周初晨@U'S Music、Ronnie Ng | 04:17 |                                        |
| 7    | Illusion      | 鄧智偉、莊冬昕                                         | 夏 至  | 莊冬昕     | 鄧智偉、莊冬昕              | 04:33 | 由林峯歌曲「愛不疚」改編               |

## 銷售情況
唱片於發行三星期後，已達到了白金唱片銷量30,000張。

## 所獲獎項
- 無綫電視勁歌金曲優秀選第一回（2009）：歌曲獎 「如果時間來到」
- 無綫電視勁歌金曲優秀選第二回（2009）：歌曲獎 「Let's Get Wet」
- 雅虎YAHOO!搜尋人氣大獎（2009）：搜尋人氣電視劇集歌曲「值得流淚」
- 無綫電視TVB8金曲榜頒獎典禮（2009）：全球觀眾最愛粵語歌曲獎「如果時間來到」
- 新城電台新城勁爆頒獎禮（2009）：新城勁爆原創歌曲「如果時間來到」
- 新城電台新城勁爆頒獎禮（2009）：新城勁爆卡拉OK 歌曲「如果時間來到」
- 無綫電視十大勁歌金曲頒獎典禮（2009）：十大勁歌金曲獎「如果時間來到」
- 無綫電視十大勁歌金曲頒獎典禮（2009）：最佳填詞獎「如果時間來到」
- 無綫電視十大勁歌金曲頒獎典禮（2009）：最佳編曲獎「如果時間來到」
- 歌王金曲金榜全球華人樂壇總選音樂盛典（2010）：粵語金曲獎「如果時間來到」